# Egna (Ange)
Egna (een omkering van Ange) is een studioalbum van Ange. Als indicatie werd meegegeven: "Egna: Nom masculin: Volcan actuellement en éruption, 4745 jours d’attitude, situé en plein centre de la chaîne stéréo". Het album werd net als zijn voorganger opgenomen in Superbar/Midibox te Le Bar-sur-Loup. Ange had bij dit album (weer) een nieuwe drummer.
Het album werd slecht ontvangen en verkocht. Samen met de eerdere flop Fou! betekende het bijna het einde van Ange.

## Musici
- Christian Décamps – zang
- Serge Cuenot – gitaar, rol van Doudou
- Laurent Sigrist – basgitaar
- Francis Décamps – toetsinstrumenten, rol van Didou
- Francis Meyer – slagwerk, percussie
- Martine Kesselburg – vrouwenstem

## Muziek
Alles door Christian (teksten) en Francis Décamps (muziek)

| Nr. | Titel                            | Duur |
| --- | -------------------------------- | ---- |
| 1.  | C’est après coup que ça fait mal | 4:45 |
| 2.  | Fais pas la gueule               | 4:40 |
| 3.  | Revoir les sorcières de Salem    | 3:25 |
| 4.  | Les dessins animés               | 3:05 |
| 5.  | Cœur de paille, cœur de pierre   | 4:08 |
| 6.  | Le dernier romantique            | 4:20 |
| 7.  | Le cul qui jazze                 | 5:50 |
| 8.  | Tout commes dans un livre        | 5:27 |